# Dalem Lake Provincial Park
Dalem Lake Provincial Park är en park i Kanada.   Den ligger i provinsen Nova Scotia, i den östra delen av landet, 1 200 km öster om huvudstaden Ottawa. Dalem Lake Provincial Park ligger 87 meter över havet. Den ligger på ön Boularderie Island.
Terrängen runt Dalem Lake Provincial Park är platt åt sydost, men åt nordväst är den kuperad. Runt Dalem Lake Provincial Park är det ganska glesbefolkat, med 34 invånare per kvadratkilometer.. Närmaste större samhälle är Sydney Mines, 16,5 km öster om Dalem Lake Provincial Park. 
I omgivningarna runt Dalem Lake Provincial Park växer i huvudsak blandskog.